# Alleyway
Alleyway (アレイウェイ?) es un videojuego desarrollado por Nintendo e Intelligent Systems y distribuido por Nintendo como un juego de lanzamiento global para la videoconsola portátil Game Boy. Es un clon de Breakout y uno de los primeros cuatro juegos desarrollados y lanzados para el sistema. El videojuego fue lanzado en 1989 en Japón y América del Norte, y en Europa en 1990. Fue relanzado vía distribución digital para la Consola Virtual de Nintendo 3DS el 6 de junio de 2011.
El nombre Alleyway hace referencia a la entrada que la nave del jugador (representada como una paleta) tiene que atravesar. Aunque Alleyway es un clon portátil de Breakout,  añade varias características nuevas, incluyendo niveles que se alternan, rondas de bonificación, y peligros para el jugador en niveles posteriores. Mientras que la carátula del videojuego presenta un protagonista no identificable, los posteriores lanzamientos internacionales del videojuego reemplazaron al protagonista con Mario. Alleyway fue lanzado con poca propaganda, recibiendo puntuaciones moderadas y bajas de los críticos, quienes lo compararon a videojuegos como Arkanoid.

## Jugabilidad
En Alleyway, el objetivo del jugador es destruir todos los ladrillos en cada nivel utilizando una pelota y una paleta (la nave) mientras evita que la pelota caiga detrás de la paleta, de forma similar al juego Breakout.. La velocidad de la paleta puede ser ajustada al mantener presionado el botón A o B mientras paleta se mueve, la cual solo se puede mover horizontalmente a una altura fija. Al inicio de cada vida, el jugador puede mover la paleta antes de liberar la pelota y comenzar el juego. Cuando se libera la pelota, siempre empezará a moverse en un ángulo de 45° por encima de la paleta apuntando hacia su centro. El jugador empieza el juego con cinco vidas; cada vez que una bola caiga por debajo de la paleta, se le quitara al jugador una vida y la pelota volverá a su posición inicial.
El juego termina cuando el jugador no tenga más vidas. Será otorgada una vida adicional por cada 1000 puntos ganados, hasta que el jugador tenga más de 10 000 puntos. El jugador puede tener hasta nueve vidas a la vez. El juego no puede ser continuado después de ser apagado, aunque la puntuación más alta será retenida hasta el juego sea reiniciado o apagado. Como no hay ninguna memoria de acceso aleatorio respaldado por batería o sistema de contraseñas, Alleyway sólo puede ser completado al jugarlo todo de una vez. Esto sería cambiado más tarde cuando se relanzó el juego para la Consola Virtual de Nintendo 3DS, el cual permitió grabar el progreso del juego a una partida guardada, accesible en cualquier momento mientras se juega.

### Comportamiento de la pelota
La pelota sólo viaja en 15°, 30°, o 45° grados. Si la pelota le pega un ladrillo, el ladrillo desaparece y la pelota rebota en una dirección diferente en el mismo ángulo. La velocidad de la pelota depende del tipo de ladrillo que golpea: ladrillos grises y negros aumentan su velocidad, mientras los blancos y cuadrados, que son indestructibles, no tienen ningún efecto. Un efecto de sonido se reproduce cuándo la pelota choca con un objeto o pared. Las paredes producen la frecuencia más baja y los ladrillos negros la más alta.
La dirección y la velocidad de la pelota pueden ser controladas por la velocidad de la paleta y el punto de contacto. Si se cambia la dirección en el momento en que la pelota hace contacto con la paleta, llamado "snap technique", hará que la pelota rebote hacia arriba con más velocidad. Mover la paleta rápidamente en la dirección opuesta a la que se dirige la pelota, resultará en que la pelota bote en la misma dirección horizontal que la paleta en un ángulo de 15°. Si el jugador golpea la pelota con el cuerpo de la paleta antes de que caiga, esta rebotará de vuelta al campo de juego. Aun así, si en cambio la pelota choca con cualquier esquina de la paleta, rebotará directamente a la fosa.
La pelota de Alleyway  no puede ser cerrada en un bucle infinito de rebotes. Cada vez que la pelota empiece a hacer bucles entre objetos como el techo, bloques indestructibles y/o la paleta, su velocidad cambiará en un punto aleatorio después del segundo ciclo en su próxima colisión. Como resultado, la pelota viajará en un ángulo ligeramente más alto o más bajo, dependiendo de su trayectoria actual, y romperá el bucle.

### Niveles
El videojuego tiene 24 niveles, basado en ocho patrones de bloques, cada uno en grupos de tres. Después de cada tres niveles regulares, el jugador accede a un nivel de bonificación, dando un total de 32 niveles. La mayoría de niveles siguen un diseño genérico, aunque uno se basa en la cabeza de Mario, que también aparece al lado de las vidas restantes. El jugador progresa al siguiente nivel una vez que todos los ladrillos estén destruidos, donde aparece el mismo patrón de ladrillos pero se comporta de manera diferente. En cada segundo nivel (del grupo de tres) los ladrillos se mueven de izquierda a derecha; y en cada tercer nivel, los ladrillos se mueven hacia abajo, a la altura de un ladrillo, aumentando en velocidad cada vez que la pelota rebota de la paleta. Cualquier parte de un ladrillo que esté debajo de una altura de diez ladrillos por encima de la paleta es automáticamente eliminado; por lo tanto, no pueden impedir el movimiento del jugador pero tampoco pueden contribuir a la puntuación del jugador.
Cuando el jugador progresa a través de los patrones, nuevos elementos son añadidos al juego. Después del cuarto nivel, si la pelota entra en contacto con la parte superior del área, el tamaño de la paleta es reducido por la mitad hasta que se pase el nivel o se pierda una vida. De aquí en adelante, cada tercer nivel (del grupo de tres) presenta ladrillos escondidos por encima del techo que descienden progresivamente, utilizando un diseño similar —o igual— que también debe ser destruido, lo que significa que hay dos patrones de ladrillos que se deben romper. En niveles posteriores, los ladrillos en el segundo grupo no necesariamente se moverán a la misma velocidad o en la misma dirección. Después del duodécimo nivel, se incorporan ladrillos indestructibles a los patrones.
Los niveles de bonificación se basan en varios sprites de Super Mario Bros., como una Planta Piraña, un Goomba o Bowser. A diferencia de los niveles regulares, la pelota destruirá los ladrillos pero no rebotará cuando entre en contacto con ellos, y si hace contacto con el techo, esto no afectará el tamaño de la paleta. Estos niveles son los únicos que tienen música de fondo, y el juego no puede ser pausado. Un temporizador está presente en cada nivel de bonificación; que empieza en 95 segundos para el primer nivel y se reduce en cinco segundos por cada nivel de bonificación que se haya completado anteriormente. Si se acaba el tiempo, la bola cae debajo de la paleta (ninguna vida se pierde en estos casos), o todos los ladrillos se destruyen, el nivel de bonificación se acaba. Si se destruyen todos los ladrillos antes de que se acabe el tiempo, se ganan puntos adicionales, cuya cantidad varía dependiendo del nivel. Una vez terminado, los cambios en los patrones de los ladrillos y en las reglas regresan a la normalidad. Después de acabar la ronda de bonificación final, al jugador se le da una pantalla de felicitaciones utilizando el gráfico original de Mario del videojuego Mario Bros.. El juego entonces vuelve a empezar, por lo que puedes jugar indefinidamente.

### Puntuación
Se le otorgan puntos al jugador por destruir los ladrillos basados en su coloración, un punto por los ladrillos más claros y tres por los más oscuros. El jugador puede ganar puntos adicionales si se completan los niveles de bonificación, con el bono empezando en 500 puntos por el primer nivel y 1500 por los últimos cinco. La puntuación más alta del jugador se graba hasta el juego se apague.
El juego sólo muestra cuatro dígitos de la puntuación del jugador, aun así el jugador puede obtener una puntuación máxima de 65 535. Las puntuaciones de 10 000 o más se muestran como una combinación de iconos y números. Por cada 10 000 puntos, se muestra un sprite de Super Mario Bros bajo la puntuación numérica. Una flor de fuego se mostrada para 10 000 puntos, un champiñón para 20 000, y una estrella para 30 000 puntos o más. El juego deja de cambiar el sprite después de la estrella. Como resultado, la puntuación más alta que puede ser mostrada es de 39 999; aun así, la puntuación máxima de 65 535 se ve en el juego como 35 535. Una vez que la puntuación máxima ha sido alcanzada, la puntuación se reiniciará si el jugador completa un nivel de bonificación. Esto no afecta a la puntuación más alta que está grabada.

## Desarrollo
Basado en juegos de arcade como Breakout y Arkanoid, Alleyway fue un título que vino junto al lanzamiento del Game Boy en 1989 para Japón y América del Norte, junto a Super Mario Land, Baseball, y Tetris, aunque sólo vino con los primeros dos en Japón. El lanzamiento de este videojuego antecede a Tetris por dos meses, debido a batallas legales entre Nintendo y Tengen sobre la propiedad de este último.  El 6 de junio de 2011, se relanzó el videojuego como un título de lanzamiento de la Consola Virtual del Nintendo 3DS  vía distribución digital.  Fue lanzado primero en Japón, y un año más tarde en América del Norte.
Alleyway marca una de las primeras apariciones de Mario en el Game Boy junto a Super Mario Land, a pesar de que en la caja original y en la imagen del cartucho mostraron un personaje no identificable en un traje espacial pilotando la nave en forma de paleta. Las imágenes fueron cambiadas para mostrar a Mario en los controles en el lanzamiento internacional del videojuego, pero ni el manual ni la parte de atrás de la caja le hacen referencia. El artículo de Nintendo Power no hizo mención de Mario en el videojuego exceptuando el patrón de ladrillos en la forma de Mario para el primer nivel de bonificación. La confirmación oficial de que Mario era el piloto sólo vino aproximadamente en 1990 con el artículo de Club Nintendo que cubrió el lanzamiento europeo del juego.
El videojuego fue uno de los primeros títulos hechos por el equipo de desarrollo Nintendo Research & Development 1 , junto a Tetris y Radar Mission. Años más tarde, el diseñador del juego Gunpei Yokoi  reutilizó el código fuente de Alleyway  (como el comportamiento de la paleta y el motor físico adaptado) para el juego de Game Boy, Kirby's Block Ball mientras trabajaba con el equipo de Shigeru Miyamoto. Alleyway fue relanzado para ser descargado al cartucho de Nintendo Power, ocupando un bloque de memoria en el dispositivo.
La promoción del videojuego en el material publicado de Nintendo consistió en un segmento que ocupaba un tercio de la página en la que se encontraban los artículos. Los anuncios de Alleyway se agruparon con los de Game Boy y otros títulos para el sistema. Años después de su lanzamiento inicial, apareció una sección de dos páginas en la "Super Game Boy Nintendo Strategy Guide" incluida con el accesorio Super Game Boy, que daba consejos y códigos de colores para el videojuego.

## Recepción
A pesar de que Alleyway vendió bastante bien durante su distribución, no ha sido relanzado bajo la marca de Nintendo Player's Choice, y las críticas del juego han sido mixtas o negativas. Mean Machines le dio al videojuego una puntuación de 33%, criticando su repetitividad y comparó el juego a su predecesor, Arkanoid, con respecto a la carencia de potenciadores en Alleyway. Electronic Gaming Monthly también reseñó el videojuego, con cuatro críticas separadas, dándole puntuaciones de 6/10, 6/10, 5/10, y 3/10. Los cuatro críticos lo compararon con Arkanoid, quejándose sobre la falta de mejoría de la fórmula de Breakout. GamesRadar compartió la opinión en su reseña de la versión de 3DS, con el crítico Nathan Meunier dándole una puntuación de 5/10, declarando que en ciertas partes el juego parecía "odiar" al jugador con su dificultad. Aun así, reconoció que la adición de guardar la partida «alivia el dolor de perder». El crítico de Retro Gamer Darran Jones definió al videojuego como «bastante pobre allá en 1989», señalando los aburridos niveles y carencia de potenciadores encontrados en Arkanoid, y que muchos los clones lo habían superado.
No todos los comentarios sobre el videojuego han sido negativos. Los dos críticos de Electronic Gaming Monthly que dieron las puntuaciones más altas declararon que sentían que el diseño era perfecto para el Game Boy, uno añadiendo que «es también un videojuego muy bueno que combina algunas características nuevas ... con el tema original de Break-Out» y concluyendo «Alleyway es bueno—pero un poco extenso». La revista alemana Power Play le dio al videojuego una puntuación de 48%, pero también elogió la variedad en los niveles. El libro Rules of Play usa al juego como un ejemplo de como se mejora un diseño ya establecido, citando la inclusión de efectos de sonido distintivos para la colisión de la pelota como medios para elogiar al jugador por destruir ladrillos, y describe la variedad en los diseños de los niveles como «bien hecho» y que le da el jugador «un elemento de descubrimiento a la experiencia total». Allgame notó que a pesar de la simplicidad y variedad, «Alleyway es divertido de jugar», añadiendo que videojuegos de su clase «siempre son buenos en el Game Boy».